# Bird Set Free
"Bird Set Free" é uma canção da cantora australiana Sia, gravada para o seu sétimo álbum de estúdio This Is Acting. Foi composta pela própria intérprete em conjunto com Greg Kurstin, que também esteve a cargo da produção. O seu lançamento ocorreu a 4 de novembro de 2015, através da Monkey Puzzle Records e RCA Records, servindo como single promocional do disco.

## Composição
Em uma entrevista com a Rolling Stone, Sia disse que a música foi escrita para a trilha sonora de Pitch Perfect 2, mas eles a rejeitaram em favor de "Flashlight". Depois disso, ela apresentou a Rihanna, que a rejeitou, e depois a Adele, que inicialmente a gravou, mas depois decidiu deixar Sia mantê-la.

## Faixas e formatos
| Descarga digital |                 |         |  |
| N.º              | Título          | Duração |  |
| 1.               | "Bird Set Free" | 4:12    |  |

## Desempenho nas tabelas musicais

### Posições
| Tabela musical (2015)                 | Melhor posição |
| ------------------------------------- | -------------- |
| Austrália - ARIA Singles Chart        | 36             |
| França - SNEP                         | 49             |
| Nova Zelândia - NZ Top 10 Heatseekers | 9              |
| Suécia Heatseeker (Sverigetopplistan) | 13             |
| Reino Unido - UK Singles Chart        | 92             |